# 尼穆萊
尼穆萊是南蘇丹南部的小鎮，由東赤道省負責管轄，座標位置3°36′N 32°4′E / 3.600°N 32.067°E，位於首都朱巴東南約190公里，鎮上有機場設施，南面是與烏干達接壤的邊界，2006年人口約45,000。烏干達標準軌距鐵路未來將於此設站，並由該路線連結烏干達。

## 外部連結
- Location of Nimule At Google Maps
- Website of Nimule Standard Newspaper